# Дворецкий, Виктор Андреевич
Виктор Андреевич Дворецкий (6 июня 1946) — советский биатлонист, советский и российский тренер по биатлону. Чемпион СССР в гонке патрулей (1976) . Мастер спорта СССР международного класса.

## Биография
Родился 6 июня 1946 года.
Представлял спортивное общество «Спартак» и город Смоленск.
В 1976 году завоевал золотые медали чемпионата СССР в гонке патрулей в составе сборной общества «Спартак». Годом ранее стал бронзовым призёром в этой же дисциплине.
По окончании спортивной карьеры перешёл на тренерскую работу. Окончил Смоленский государственный институт физической культуры, позднее работал в нём же преподавателем. По состоянию на 2014 год работал тренером-преподавателем в ДЮСШ № 4 г. Смоленска. Награждён званиями «Отличник физической культуры и спорта», тренер высшей квалификационной категории. Имеет республиканскую категорию как судья соревнований по биатлону и лыжному спорту.